# Особняк Суркова (Архангельск)
Особняк А. Ю. Суркова находится на пересечении улицы Попова и набережной Северной Двины (адрес — улица Попова, 1), является памятником архитектуры и достопримечательностью города Архангельска.

## История
Дом был построен в 1851 году купцом 1-й гильдии, промышленником и общественным деятелем А. Ю. Сурковым, который владел пивоваренным заводом неподалёку. В начале XX века был оформлен в формах популярной тогда эклектики. Прекрасно выполнен дорогой декор: резные накладные карнизы, красивые наличники, подоконные навесы, ажурные кронштейны, а также эркер на гнутых кронштейнах с двумя боковыми балконами, имеющими ограждение из балясин.
В 1920 году здание было национализировано, и в том же году начала свою работу литературно-издательская студия, из который вышли многие известные северные писатели.
К 1991 году дом пришёл в крайне неудовлетворительное состояние, и через пять лет была проведена его комплексная реставрация и приспособление для современного использования. Здание было полностью разобрано и воссоздано на основании обмеров и архивных документов начала XX века.
Сейчас в здании находится детская музыкальная школа «Гармония».

## Галерея
- Наличник
- Балкон
- Пивоваренный завод

## Список литературы
- Попова Л. Д. Зодчество Архангельска. — Архангельск: Правда Севера, 2010. — 359 с. — ISBN 978-5-85879-562-9.